# Max Bauer (militär)
Max Bauer, född 31 januari 1869 i Quedlinburg, provinsen Sachsen, död 6 maj 1929 i Shanghai, var en tysk militär.
Bauer blev 1890 officer vid artilleriet, generalstabsofficer och var vid första världskrigets utbrott major och avdelningschef i stora generalstaben. Bauer inlade som sådan stora förtjänter om det tunga artilleriets organisation och särskilt vid införandet av 42 cm haubitsarna och var 1916 en av de ledande krafterna bakom Hinderburgprogrammets genomförande. Han befordrades under kriget till överste. 1920 deltog han i Kappkuppen, vars misslyckande gjorde honom till en icke-önskvärd person i tyska armén. Han arbetade istället som militär konsult i Sovjetunionen, Spanien och Argentina. Under ett besök i Kina 1926 fick han träffa Kuomintang-ledaren Chiang Kai-shek som undersökte möjligheten att inleda ett samarbete.
Sedan Chiang Kai-shek brutit det militära samarbetet med Sovjetunionen 1927 blev Bauer kallad till Kina för att organisera den Nationella revolutionära armén efter tyskt mönster. Han såg bland annat till att militärhögskolan i Whampoa flyttades till Nanking. 1929 avled han i smittkoppor i Shanghai.